# セザール・フランク
セザール＝オーギュスト＝ジャン＝ギヨーム＝ユベール・フランク（César-Auguste-Jean-Guillaume-Hubert Franck、1822年12月10日 - 1890年11月8日）は、ベルギー出身、フランスで活躍した作曲家、オルガニスト。

## 概略
ネーデルラント連合王国のリエージュに生まれ、この町で1834年には最初のコンサートを開いている。弟のジョゼフ（1825年 - 1891年）とともに幼くしてピアノの才能を示し、父は彼らをリストのような大ピアニストにすべく英才教育を行った。1834年にリエージュ王立音楽院を卒業し、1835年に一家でパリに移住するとアントニーン・レイハなどに教えを受けた。1837年にパリ音楽院に入学し作曲、ピアノ、オルガンなどを学んだ。
1842年に退学し帰郷したが、1844年には再びパリに戻って活動した。その後作曲家志望を固め、また父の意に沿わぬ結婚をしたことなどから父とは決別した。リストやショパンにも才能を注目されたが、ピアノ教師として、またその後は教会オルガニストとしてつましい生活を送った。この間作曲家としてはオラトリオなど宗教音楽を中心に手がけている。また、フランス国内を広く旅してオルガン製造者のアリスティド・カヴァイエ＝コルが設置したオルガンを紹介して回った。
1858年に就任したサント・クロチルド聖堂のオルガニストの職には、その後生涯にわたってとどまった。1871年にはサン＝サーンス、フォーレらとともにフランス国民音楽協会の設立に加わり、1872年にパリ音楽院の教授に迎えられた。最晩年の1885年ごろからヴァイオリン・ソナタ イ長調、交響曲ニ短調など、現在よく知られる代表作を次々に作曲し、にわかに注目された。彼の弟子のヴァンサン・ダンディ、エルネスト・ショーソン、ガブリエル・ピエルネ、アンリ・デュパルク、ギー・ロパルツや、その影響を受けたアルベリク・マニャールらは“フランキスト”と呼ばれ、のちにドビュッシーらの印象主義音楽と対抗することになる。

## 生涯

### 幼少期と学生期 （1822年–1842年）

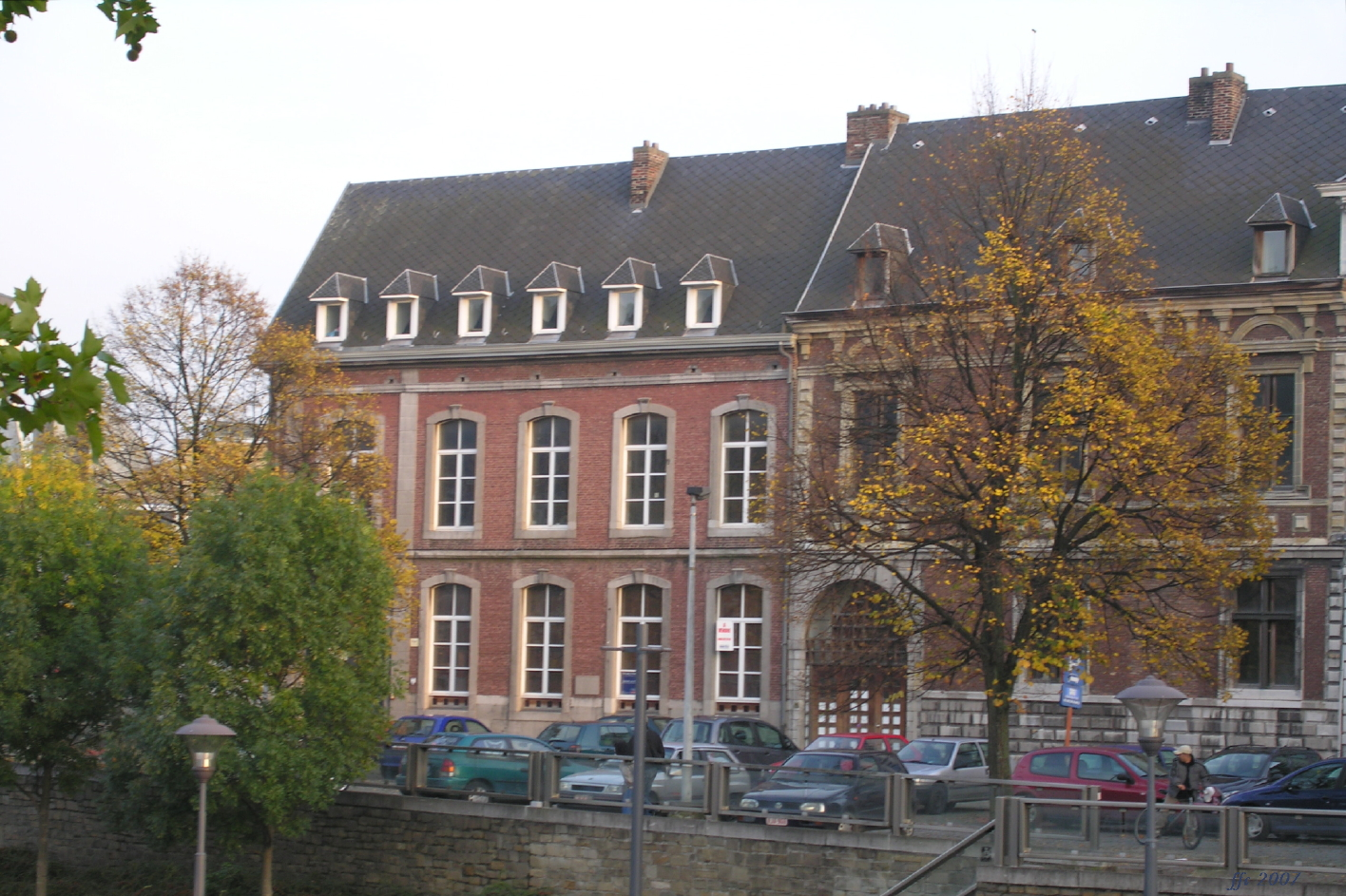
リエージュにあるフランクの生家

フランクはネーデルラント連合王国（現ベルギー、1830年からワロン語圏ベルギーとなっていた）のリエージュで生まれた。元来ドイツ系の家系で、父のニコラ＝ジョゼフ・フランク（Nicolas-Joseph）は銀行家でベルギー国境付近の出身、母のマリー＝カテリーヌ＝バルブ・フランク（Marie-Catherine-Barbe 旧姓フリンクス Frings）はアーヘンの出身であった。セザールは幼い頃から絵画と音楽の才能を示しており、父のニコラ＝ジョゼフは息子がフランツ・リストやジギスモント・タールベルクのような若き神童ピアニスト兼作曲家となって、一家に富と名声をもたらすことを夢見ていた。父によってリエージュ王立音楽院に送られたフランクはソルフェージュ、ピアノ、オルガン、和声学をジョゼフ・ドーソワーニュ＝メユールら他の下で学んだ。フランクの演奏会デビューは1834年のことで、建国間もないベルギー王国の国王レオポルド1世も臨席していた。
1835年、息子をより広い聴衆の前に出す時が来たと決意した父ニコラ＝ジョゼフは、彼と弟のジョゼフを引き連れてパリへと赴き、彼らにアントニーン・レイハによる対位法の、またピエール・ジメルマンによるピアノの個人的なレッスンを受けさせた。レイハとジメルマンはパリ音楽院の教授も務めていた。10か月後にレイハがこの世を去ると、ニコラ＝ジョゼフは2人の息子の音楽院入学の方策を模索するようになった。しかしながら音楽院は国外の学生を受け入れていなかったため、ニコラ＝ジョゼフはフランス国籍の取得に向けて動くことになり、1837年には帰化が認められた。この間ニコラ＝ジョゼフはパリで息子らが単独で、もしくは2人が同時に出演するような演奏会やリサイタルを企画した。こうした場で彼らは主に当時の流行音楽を演奏し、おおむね好評を得ていた。

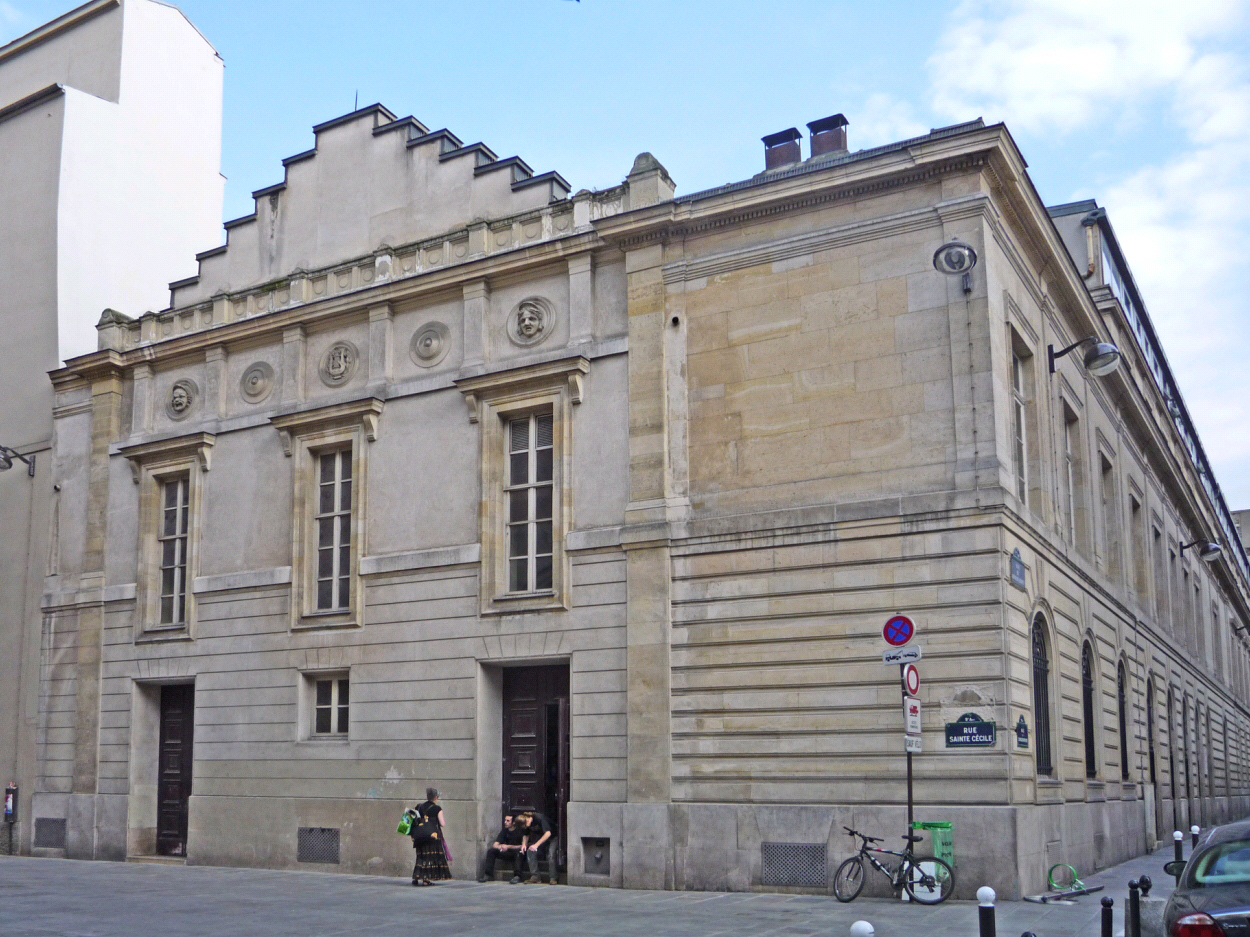
1911年まで使われていた旧パリ音楽院校舎

セザールとジョゼフは1837年10月にパリ音楽院に入学を果たした。セザールはジメルマンの下で引き続きピアノの修行を積むと同時に、エメ・ルボルン（Aimé Leborn）に作曲を師事するようになった。彼は1838年、初年度の終わりにピアノの1等賞を獲得し、以降も高い水準の演奏を維持していった。一方で対位法の成績はそこまで目覚ましいものではなく、1838年から1840年まで1年ごとに3等賞、2等賞、1等賞と順位を伸ばしていった。フランクはフランソワ・ブノワのオルガンの指導も受けるようになり、演奏と即興演奏を学んで1841年には2等賞を獲得した。その翌年には作曲でローマ大賞への出品を目指していたものの、理由は不確かながら1842年4月22日に音楽院を「自主」退学してしまう。
父ニコラ＝ジョゼフがフランクに音楽院を去るよう命じたのではないかと考えられる。フランクは学問の習得に励む傍ら、父の要請により個人的な音楽指導を行い演奏会もこなしていた。「それは彼にとっては辛い日々で（中略）気性が荒く執念深くさえあった彼の父の振る舞いにより、毎日が楽になるようなことはなかった（略）」若いフランクが時にヴァイオリンを演奏する弟を伴って、自作曲を交えながら披露する演奏会は最初こそ好意的に受け入れられたものの、次第にニコラ＝ジョゼフの商業的な息子の売り出し方がパリの音楽雑誌や批評家の反感を買うようになった。フランクのピアニストとしての技量は認められていたが、この時点では公正に判断するならば彼の作曲家としての腕前は未熟なものだった。状況は、ニコラ＝ジョゼフとRevue et Gazette musicale誌で首席評論家を務めるアンリ・ブランシャール（Henri Blanchard）の間で確執が生じたことでさらに悪化した。ブランシャールはニコラ＝ジョゼフがひどく気取っていることを酷評し、上の息子の「荘厳な」名前を嘲った。こうした敵意は「疑いなく個人的なもの」であったが、ニコラ＝ジョゼフにベルギー帰国が必要だと思わせるには十分だったようで、1842年に「有無を言わせぬ命令」が下されたフランクは音楽院を後にして父に付き従がわざるを得なかったのである。

### 教師、オルガニスト時代 （1842年–1858年）

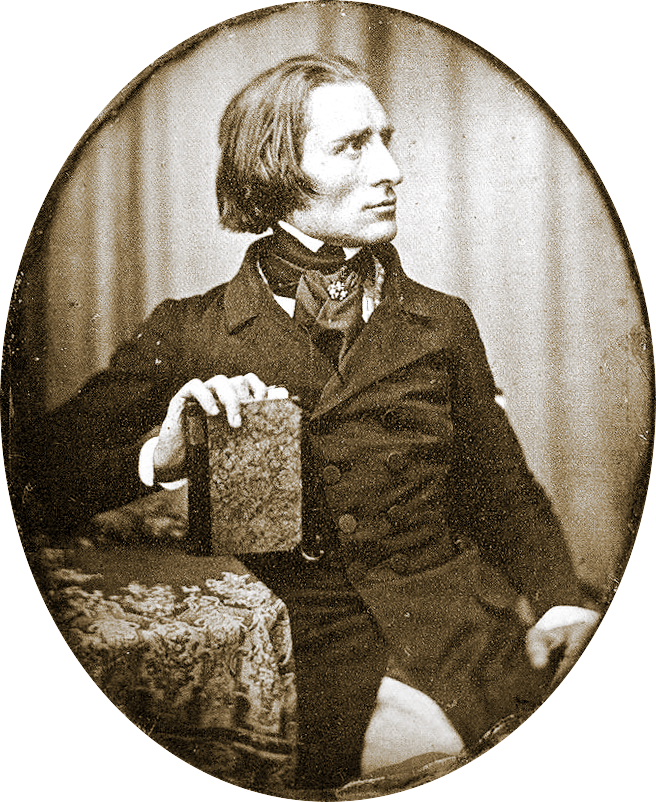
フランツ・リスト、1843年

ベルギーへ帰国したフランクだったが、祖国には2年と留まらなかった。収入源となるような演奏会を開くことは出来ず、批評家達は無関心か軽蔑的かのいずれかであり、ベルギーの宮廷からの援助は得られそうになかった（もっとも、国王は後になってフランクにゴールドメダルを授与することになる）。資金を得る術はなかったのである。ニコラ＝ジョゼフに関する限りは、帰郷が失敗に終わったため息子をパリでの音楽指導と家庭向け演奏会の生活に引き戻そうとしていた。この演奏会についてローレンス・デイヴィス（Laurence Davies）は、過酷で実入りの少ないものだったとしている。しかし、長い目で見ると若きフランクにとってこの経験は有益な側面も持ち合わせていた。なぜならこの時期にパリへ戻れたことで、彼は音楽院に復学して最後の数年及びその後の時間を過ごすことが出来たからである。また、彼の最初の成熟した楽曲となるピアノ三重奏曲集が完成したことにもこの期間の役割が大きい。これらの作品はフランク自身が初めて自作と認め得たものであり、作品を見たリストは激励と建設的批判を与えた上で自らも数年後にヴァイマルで演奏している。1843年、フランクは室内楽作品以外では初の挑戦となるオラトリオ『ルツ』の作曲に取り掛かった。この作品はリスト、マイアベーアをはじめ他の有名音楽家を招いて1845年に私的に初演され、ほどほどの賛辞と前向きな提案を得た。しかしながら、1846年初頭に行われた公開初演においては聴衆が関心を示さず、オラトリオの芸術性の欠落と単純さには冷たい批判が浴びせられた。この作品が次に上演されたのは1872年、大改訂を加えた後のことであった。
これにともない、フランクは公の活動からは実質的に身を引き、教師と伴奏者として陽の当たらない生活をするようになった。彼の父もしぶしぶこれを認めた。フランクはパリとオルレアンの両方で、こうした仕事や歌曲や小規模な作品の作曲の依頼を受けていた。彼の元には1848年の第二共和政の成立を祝し、これを強固にするような作品の依頼が舞い込んでおり、そうした作品には聴衆が関心を示すようなものもあったが、ルイ・ナポレオンの下で第二帝政が立ち上げられたことで演奏の機会を失ってしまった。1851年にはオペラ『頑固な召使い』に取り組んだものの、リブレットは「最低の文学的出来」であり、曲は慌てて書きつけられたようなものだった。フランク自身も終生「印刷する価値のないものだった。」と言い続けることになる。しかし、概していえばこうした隠遁生活はそれまで脚光を浴び続けてきたフランクには休息となったと考えられる。「フランクは神の思召しに従い、いまだ全くの闇の中にいた。」そして、この期間に生じた2つの大きな変化が、彼のその後の人生を形作ることになっていく。
まず1点目は、フランクが両親とほぼ完全に縁を切ってしまったことである。直接の原因となったのは、彼がピアノの教え子であったウジェニー＝フェリシテ＝カロリーヌ・セイヨ（Eugénie-Félicité-Caroline Saillot; 1824年-1918年）と親密となり後に恋人関係となったことであった。彼女の両親はデムソー（Desmousseaux）という芸名で活動するコメディ・フランセーズ会社の一員であった。フランクは彼女と音楽院時代からの知り合いであり、若いフランクにとってフェリシテ・デムソーの家庭は威圧的な実の父からの避難所のような存在となっていた。1846年にニコラ＝ジョゼフは息子の書類の中から「喜ばしい記憶の中のF.デムソー嬢」への献辞が付された楽曲を発見し、本人の目の前でそれを破り捨てたこともあった。フランクはそのままデムソー家へと向かい、記憶を頼りに曲を書き起こして献辞と共にフェリシテへと贈った。ニコラ＝ジョゼフとの関係は、彼が息子の婚約や結婚の意志を一切認めようとしなかったことでさらに悪化した。ニコラ＝ジョゼフはさらに母を苦痛に陥れたとしてフランクを非難し、フランクのいかなる縁談も夫婦間の毒殺事件という醜聞に繋がるに違いないと怒鳴りつけたのである。7月のある日曜日、フランクは持てるものだけを持って両親の家を後にすると、そのまま歩いてデムソー家に向かって移り住んだ。デムソー家で歓迎を受けた彼は二度と実家には戻らなかった。この時以来、若いフランクは名乗る際や書類や作品への署名を「César Franck」もしくは単に「C. Franck」とするようになった。「これは彼が父ときっぱり決別し、かつ周囲にそれを知らせようとする意志の現れであった。（中略）彼は元の自分とは出来るだけ違った、新しい人間になろうと決意したのである。」

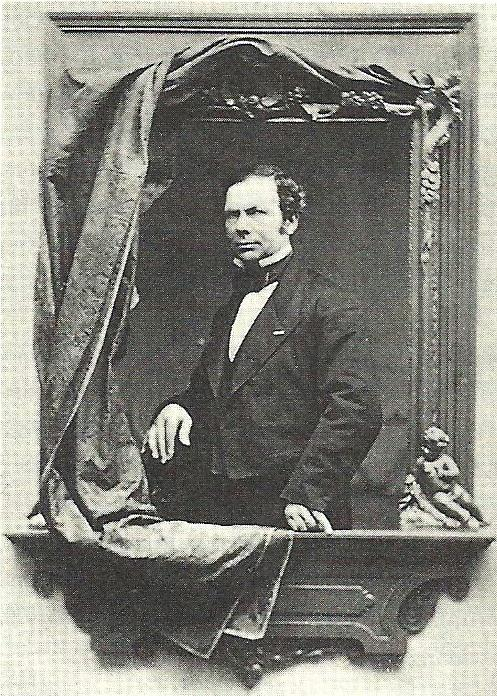
カヴァイエ＝コル、1855年頃

フェリシテの両親の注意深くも友好的な眼差しの中、フランクは彼女へ求婚し続けた。1847年に彼が25歳となるや否や、彼は父にフェリシテとの結婚の意志を伝え、実際に二月革命が勃発したのと同月の1848年2月22日に念願を成就させた。教会にたどり着くまでに一向は革命群が築いたバリケードを乗り越えなければならなかったが、ダンディが伝えるところでは「この仮設の要塞の後方に集まっていた大勢の蜂起民が進んで手助けをした。」結婚にあたってはフランクの両親も和解の上、式典に出席するとともに登記簿への署名を行った。この時のノートル＝ダム＝ド＝ロレット教会（Notre-Dame-de-Lorette）がフランクの教区教会となった。
2点目は上記のように、ノートル＝ダム＝ド＝ロレット教会がフランクの教区教会となったことであった。1847年にこの教会のオルガニスト補佐となったフランクであったが、これを契機として次々とより重要で影響力の高いオルガニストの職を歴任していくことになる。フランクは音楽院時代にピアニストとして異彩を放ったのと同じようにオルガニストとして輝きを見せたわけではなかったが、彼はオルガニストの職を嘱望しており、そこには安定した収入が望めるという理由が少なからずあった。こうして彼は人々の礼拝に必要な技術を学ぶという形でローマ・カトリックへと帰依する機会を得て、時おり上司にあたるアルフォンス・ギルバ（Alphonse Gilbat）の代役をこなすこともあった。この教会におけるフランクの働きが、1851年に新しく建立されたサン＝ジャン＝サン＝フランソワゾー＝マレ教会（Saint-Jean-Saint-François-au-Marais）に主任司祭（curé）として移ってきたダンセル司祭（Abbé Dancel）の目に留まった。2年後、司祭はフランクを「titulaire」の地位、すなわち第1オルガニストへと誘う。フランクの新しい教会にはアリスティド・カヴァイエ＝コルが設置した優れた新式のオルガン（1846年製）が備えられていた。カヴァイエ＝コルは芸術性に恵まれ、機能的には革新的な大オルガンの制作で名を馳せていた。フランクは「私の新しいオルガンはまるでオーケストラのようだ！」と述べていた。フランクの即興演奏の能力は非常に必要とされるようになっていた。というのも、当時の礼拝の慣習においてはミサや礼拝で歌われる単旋律聖歌の伴奏を行った上で、そこから楽想を派生させて聖歌隊による歌唱や司祭の説教との間を繋がねばならなかったからである。さらにフランクの演奏能力とカヴァイエ＝コルの楽器への愛情が合わさったことで、彼はカヴァイエ＝コルと協力関係を結ぶことになる。フランクはフランス中を訪ねて回って古い楽器を引き立てるとともに、新しい楽器の除幕式で演奏する役割を担った。

ノートル＝ダム＝ド＝ロレット教会のオルガン

期を同じくして、フランスにおけるオルガン演奏には革命が起こっていた。バッハの伝記作家として知られるヨハン・ニコラウス・フォルケル門下でドイツのオルガニストであるアドルフ・フリードリヒ・ヘッセは、1844年のパリにおいて、バッハ作品の演奏が可能となるような足鍵盤の技巧とドイツ式の足鍵盤を披露した。これはフランクがブノワから音楽院で学んだ奏法の範疇からは全く外れたものだった。大抵のフランスのオルガンにはそうした作品に用いられている足鍵盤の音がなく、クープランの時代から続くフランスの由緒ある古典的なオルガンの伝統も、その当時は即興演奏を重視するあまりないがしろにされていたのである。ヘッセの演奏もまばゆい超絶技巧によって一過性の騒ぎになったに過ぎないと思われる。続いて1852年から1854年にかけては、当時ブリュッセル王立音楽院のオルガン科で教授を務めていたジャック＝ニコラ・レメンスがパリを訪れた。レメンスは技巧的なバッハ演奏家であるにとどまらず、全てのオルガニストが正確に、音を濁らせず、レガートのフレージングをもって演奏できるようになるオルガン指導法を開発した人物だった。フランクは1854年にレメンスが出演したのと同じ就任記念演奏会に出席しており、レメンスの古典的なバッハの解釈を高く評価するのみならず、その素早くかつ均質な足鍵盤さばきにも称賛を惜しまなかった。ヴァラ（Vallas）によればオルガニストになる前にピアニストであったフランクは「生涯自分自身でレガートの様式を確立するには至らなかった」ものの、そのような技術を取り入れることでオルガン演奏の幅を広げることが出来るということは認識しており、技術の習得に向けた取り組みを開始していたという。

### サン＝クロチルド教会の正オルガニスト期 （1858年–1872年）

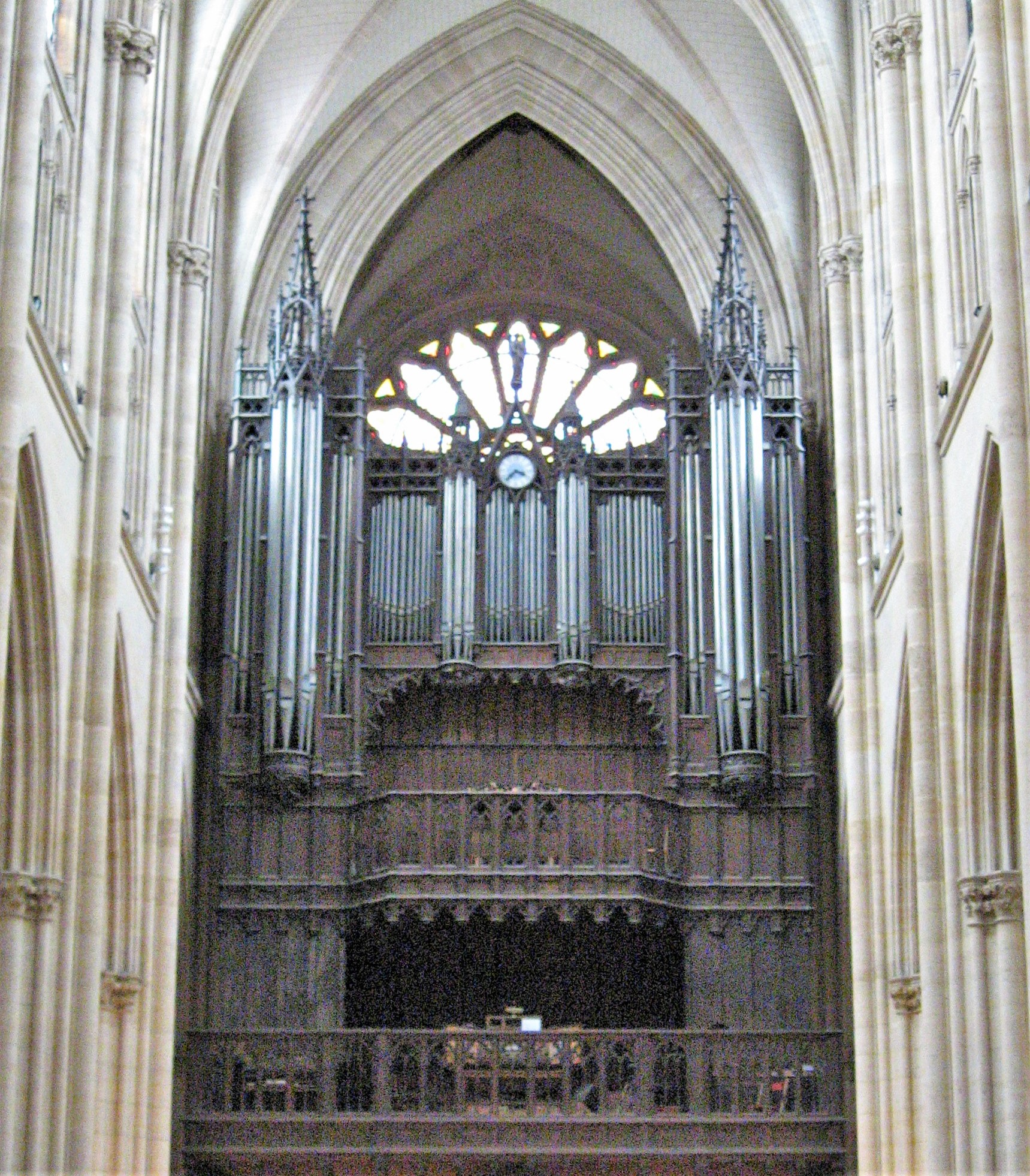
サント・クロチルド聖堂のオルガン

フランクは彼の3つ目かつ最後となるオルガニスト職に刺激され、活気づいていた。1858年1月22日、彼は奉献間もないサント・クロチルド聖堂のメートル・ド・シャペル（maître de chapelle）のオルガニストに就任した。この職は彼がその後生涯にわたって留まるものである。7か月後、この教会に新設されたカヴァイエ＝コルのオルガンは3段の手鍵盤を備えるもので、フランクがこの楽器の正奏者になるとともにテオドール・デュボワが合唱指揮者と副オルガニストを務めることになった。このオルガンがフランクの演奏と作曲に与えた影響は最初期のピアニストとしての経験同様に、彼のその後の作曲活動を考えるにあたって無視することはできない。ノルベール・デュフォルク（Norbert Dufourcq）はこの楽器について「疑いなく制作者のこの時期までの傑作として位置付けられる」と記している。フランク自身はサント・クロチルド教会の司祭にこう述べている。「私がどれほどこの楽器を愛しているのか、あなたがご存知だったなら（中略）指の下でのしなやかさ、そして私の思いに従順なことといったら！」フランク自身も30鍵の足鍵盤を持つこのオルガンの性能に負けじとプレイエル社から購入した練習用の足鍵盤を自宅に置き、教会のオルガンの前で何時間も過ごすのに加えて足鍵盤の技術向上に勤しんだ。このオルガンが持つ響きの美しさと注がれた優れた技術により、彼は即興演奏家として、またオルガンはもちろん他のジャンルの作曲家としても名声を得るようになっていった。オルガン曲、声楽曲、そしてハーモニウム曲が順繰りに作曲されるようになり、そうした中で生まれた楽曲では『3声のミサ曲』（1859年）が最もよく知られる。この作品は何年もかけて作曲されたために楽章間で出来が不揃いであるが、ここからフランクの作品中でも最も長く愛される曲の1つである『天使の糧』が生まれている。これ以上に注目されるのが、1860年から1862年にかけて書かれたオルガンのための『6曲集』である。この曲集は今日でも演奏機会の多いオルガンであり、ローリン・スミス（Rollin Smith）によれば100年以上にわたるフランスのオルガン芸術史における初めての傑作、そして「メンデルスゾーン以降に書かれた最も重要なオルガン音楽」である。フランクは各曲をサン＝サーンスなどの同僚のピアニストやオルガニスト、師であるブノワ、そしてカヴァイエ＝コルに献呈している。曲集中の『前奏曲、フーガと変奏曲』Op.18と『交響的大曲』Op.17はフランクのオルガン作品の中でも最もよく知られるものである。

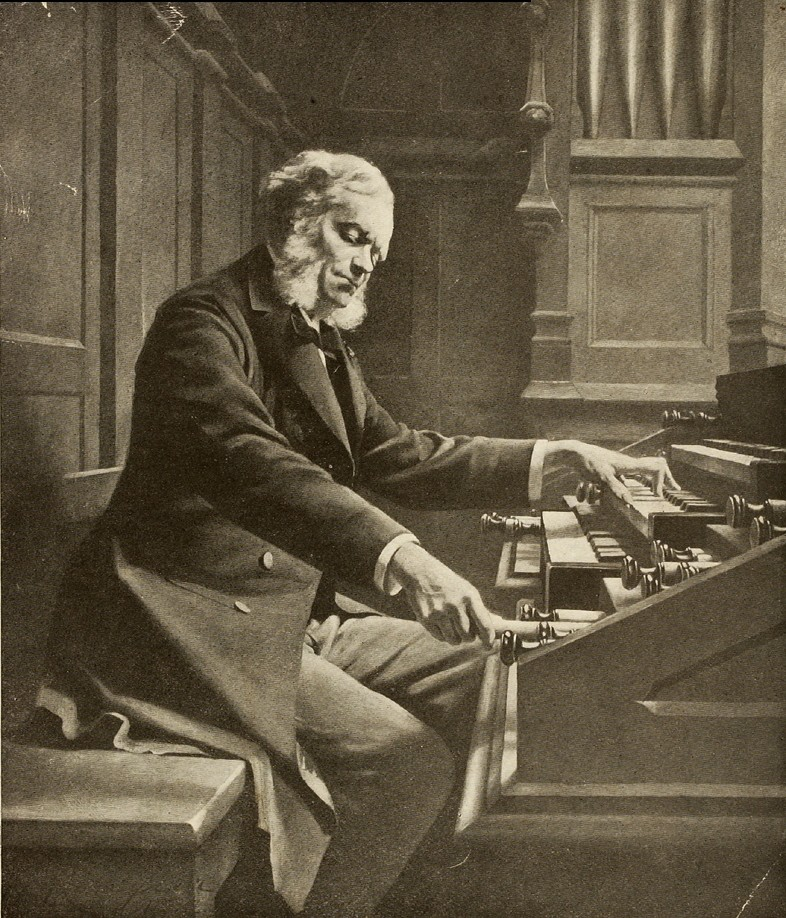
オルガンを演奏するフランク、ジャンヌ・ロンジェ画

オルガニスト、即興演奏家としての名声が高まるにつれ、フランクはますますカヴァイエ＝コルが新設または改修したオルガンの除幕式や奉献式での演奏を任されるようになっていった。彼はルイ・ルフェビュール＝ヴェリーがオルガニストとなったサン＝シュルピス教会の新しいオルガン（1862年）をはじめ、以降ノートル＝ダム教会、サンテチエンヌ・デュ・モン聖堂、サントトリニテ教会などで演奏した。これらの楽器の中には彼が単独、もしくはサン＝サーンスと共に助言を行ったものもある。フランクが担当するサント・クロチルド聖堂では、彼の即興演奏を聴くために人々がミサや礼拝に訪れ始めていた。さらに、フランクは自作や他の作曲家の作品を取り上げて聖堂でのオルガン演奏会を開催するようになっていた。そうした中でおそらく最も知られる演奏会は1866年4月にリストが出席した日曜ミサだろう。聖歌隊席に腰かけてフランクの即興演奏を聴いたリストはこう述べた。「あの時のピアノ三重奏曲集を書いた人物のことを、これまでに私が忘れてしまうことなどあり得るだろうか。」これに対してフランクはこう不平をもらしたのではないかと思われる。「あれ以降、もっといい仕事をしてきたと思うのだが。」そのひと月後にリストはサント・クロチルド聖堂においてフランクのオルガン作品を紹介する演奏会を企画し、聴衆から好評を得るとともに音楽雑誌にも好意的に報じられた。フランクはリストだけでなく、活動の主軸をドイツに置くハンス・フォン・ビューローの演奏が聴けることを喜んだ。また、フランクは1869年にノートル＝ダム聖堂でアントン・ブルックナーの演奏を耳にし、ドイツのオルガン音楽とそれらをいかに演奏すべきかという点について理解を深めている。彼は定期的に門下生の集まりを催すようになり、オルガンには建前から関わっていたに過ぎなかった弟子たちもフランクの作曲技法に関心を示すようになっていった。
フランクはこの時期にも合唱を用いた作品を作曲し続けたが、大半は出版されないままとなった。当時は音楽院を修了した音楽家でも皆がそうであったように、フランクは過去の多声音楽に詳しくなかった。フランクは礼拝音楽をその当時の様式に沿って作曲し、デイヴィスはこれを「宗教的な偏りを持つ世俗音楽」と表現した。そうした状況ではあったがフランクは1869年から主要な合唱作品となるオラトリオ『至福』の作曲にとりかかり、普仏戦争の勃発による中断等を経て10年余りをかけて完成させた。1848年の革命の際と同様に、この戦争によって彼の弟子の多くがパリを離れ、もしくは戦闘で落命するか障害を負うなどして彼の元から去っていった。彼は再び愛国的な楽曲をいくつか作曲したが、当時は時代の厳しい状況の下では演奏されることはなかった。収入が減少するとともに食料品や燃料の価格が高騰し、フランクとその一家は経済的な苦境に陥った。音楽院も1870年から1871年の年度は開校しなかった。こうした中、フランスの音楽家の間には自らの音楽に対する認識の変化が生じていた。とりわけ戦後からは確固たるフランスの音楽として「ガリアの芸術 Ars Gallica」を追い求めるようになったのである。この言葉は新たに結成された国民音楽協会の標語として掲げられた。フランクは協会の最古参の会員となり、1871年11月に開かれた最初の演奏会のプログラムにはフランク作品が取り上げられた。

### 「ペール・フランク」 音楽院の教授、作曲家期 （1872年–1888年）

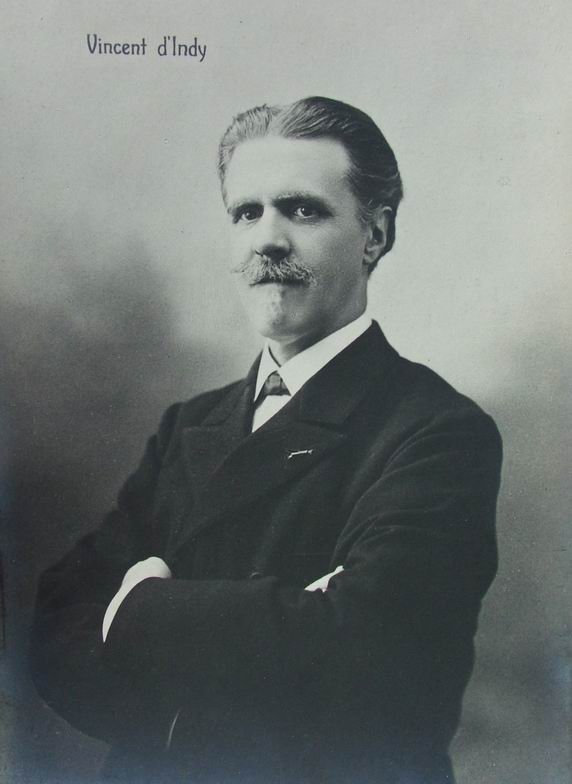
有力なフランクの門弟だったヴァンサン・ダンディ

フランクの名声は今や演奏家として、国民音楽協会の会員として、そして少ないながらも忠実な弟子たちの存在によって広く知れ渡っていた。1872年に授業を再開したパリ音楽院でブノワがオルガン科の教授から退官すると、フランクが後任として推されることになる。誰が推薦人であったのかについては不確かな点がある。サン＝サーンスとテオドール・デュボワはそれぞれ異なる時期に自らの関与を認めており、それはカヴァイエ＝コルも同様である。確実なのはフランクの名前が候補者一覧の一番上に記載されていたということ、そしてこの推薦によってフランクが任用に必要なフランス国籍を有していないことが公になってしまったという、きまりの悪い事実であった。フランクの父のニコラ＝ジョゼフは息子を音楽院へ入学させるべくフランスへと帰化させていたが、これはフランス政府に成人として忠誠を宣言しなければならない21歳までの期限付きだったということをフランクは知らなかったのである。フランク自身は父による国籍変更の手続き以後、ずっと自分がフランス国民であると考えていたにもかかわらず、実際は知らぬ間に元の国籍であるベルギーへと戻されて人生の大半を過ごしていた。すぐさまフランクは再度帰化申請の手続きに入り、1872年2月1日に予定されていた任用は1873年へと変更になった。
フランクの下に集った弟子の多くは音楽院で学んでいた者か、在籍中の学生であった。中でもヴァンサン・ダンディ、エルネスト・ショーソン、ルイ・ヴィエルヌ、アンリ・デュパルクらはとりわけ有名である。この集団は徐々に師弟間で相通ずる尊敬と愛情によって固く結ばれるようになっていった。ダンディはこれを新たな門弟が個々に、しかし誰もが師のことを「ペール・フランク Père Franck」すなわち「父フランク」と呼ぶようになったことと関連付けている。一方、フランクは教員生活において緊張を強いられる場面も経験していた。彼はオルガンによる演奏や即興の技術と同等に作曲の指導を行う傾向があった。また、音楽院が認可した公式の教科書や参考書を軽視する姿勢により、彼の指導方法は合理的でないとみなされていた。さらに彼の一部学生からの人気に嫉妬を感じる教員も現れ、ローマ大賞など各種の賞の選考においてフランクの教え子はそうした教授陣から偏見交じりの審査を受けることもあった。ヴァラはフランクが「彼の信じる単純な本質は理解されなかった（中略）彼自身が常に親切な雰囲気を向けられていると感じていた音楽院の中でさえ、彼はいかほどの不快な類の指摘を受けたことだろうか。」と記している。

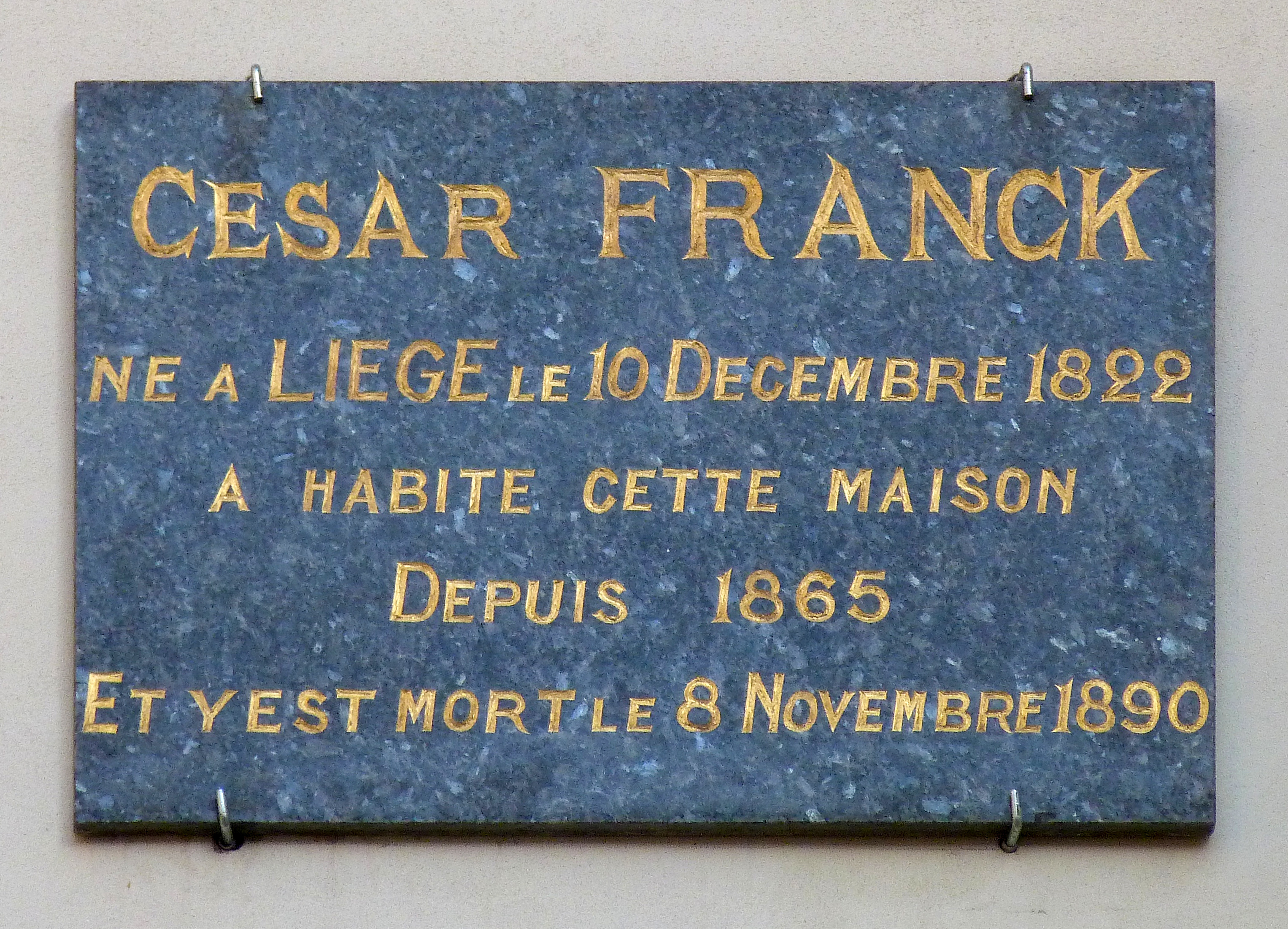
フランクが1865年から住んだ家に掲げられた銘版

フランクの立場は長年温めていた楽曲の構想を楽譜に起こせるようなものとなっていた。彼は『至福』の作曲を中断してオラトリオ『贖罪』（1871年作曲、1874年改訂）、交響詩『アイオリスの人々』（1876年）、オルガンのための『3つの小品』（1878年）、『ピアノ五重奏曲』（1879年）などや他の多くの小規模作品に取り組んだ。『至福』は最終的に1879年に初演を迎えることとなったが、これはフランクの他の多くの合唱曲や管弦楽曲の場合と同じく成功しなかった。作品は全体としてではなく細分化された上での抜粋だった上、適当なオーケストラがなかったためにピアノ伴奏で演奏された。さらにダンディでさえ指摘しているのは、フランクがゴスペルの至福の中に表現される美徳と対比される罪悪を、音楽的に表現出来ていなかったらしいということである。「この《理想の罪悪》（もしこのような表現が可能であればの話であるが）の擬人化はフランクの本性とあまりにかけ離れており、彼はそうしたものを適切に表現することができなかった。」その結果生じたヴァラが述べるところの「単調な印象」は、フランクの忠実な門下生にすら『至福』の一つの作品としての存続可能性について推測させるに及んだ。
1880年代になり、フランクは気づくと様式的に主張の異なる2群の板挟みとなっていた。一方は最初に慣れ親しんだスタイルからの変化を好まなかった妻のフェリシテであり、他方はおそらく彼が影響を与えるのと同じように彼自身にも驚くべき影響を与えていた弟子たちである。ダンディの次のような言葉が引用されている。「（フランクは）どの調性的関係を選択するのか、展開部をどう進行させるべきか考えあぐねた際、いつも弟子たちに相談して彼らと疑問点を共有し、彼らの意見を聞くことを好んだ。」その一方、フランクの弟子のひとりはフランク夫人が次のように（一部的を射た）発言をしたと物語っている。「彼に向けられる敵意を生んでいるのは全部あなたたち弟子なのよ。」加えて、サン＝サーンスとフランク及びその一派との反りが合わなくなってきており、国民音楽協会においてもいくらか軋轢が生じていた。
これらのいざこざがフランクの心をどれだけ疲弊させたのか、確かなことはわからない。しかし、彼のより「卓越した」楽曲がこうした時期に生み出されたことは確かである。交響詩の『呪われた狩人』（1882年）と『鬼神（ジン）』（1883年-1884年）、ピアノのための『前奏曲、コラールとフーガ』（1884年）と『交響的変奏曲』（1885年）、そしてオペラ『ユルダ』（1886年）である。これらの作品の多くは少なくともフランクの生前に行われた初演時には、並みの成功となるか否かといった程度であった。しかし、1879年の『ピアノ五重奏曲』は注目を集めるとともに思考を喚起する作品であるとされた。批評家はこの作品には「不穏な生気」が宿り、「劇場的といってよい程の不気味さ」を湛えていると評した。ただし、サン＝サーンスはこの作品を特に嫌悪していた。

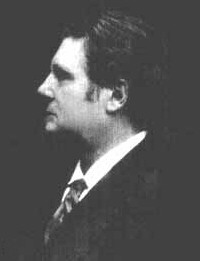
『ヴァイオリンソナタ』の献呈を受けたウジェーヌ・イザイ

1886年の『ヴァイオリンソナタ』は、ベルギーのヴァイオリニストであるウジェーヌ・イザイの結婚祝いとして作曲されたものだった。この作品の成功は轟きわたることになる。イザイはこれをブリュッセル、パリで演奏し、さらに演奏旅行に組み込んでしばしば弟のテオ・イザイのピアノ伴奏で演奏した。彼がこの作品を最後に演奏したのは1926年のパリで、イヴ・ナットが伴奏を受け持った。20世紀半ばにヴァラはこのソナタについて次のように記している。「少なくともフランスではフランクの最も人気の作品となり、室内楽曲のレパートリー全体から見ても最も一般的に受容される楽曲である。」
フランクへの評価がはっきり定まらなかったことは、フランク一派が遅すぎると考えたフランクの受章にも表れているかもしれない。1885年8月4日、フランクはフランスのレジオン・ドヌール勲章のシェヴァリエに叙された。彼の支持者らは憤った。ダンディはこう記している。「この勲章が音楽家、フランスの芸術に名誉をもたらす優れた作品の作曲者に与えられたと考えることは間違っているのか。少しもそんなことはない！」表彰が、単に10年以上勤めた「オルガンの教授」へとなされたものだったからである。ヴァラは「世論はこの点について同じような過ちを犯すまい」と続けて、普段はフランクに批判的だった雑誌の記述を引用した。それはこの表彰が「少し遅きに失したのだとしても、『贖罪』や『至福』を書いた傑出した作曲家に対して正当にもたらされた敬意のしるし」だというものだった。
フランクが1886年から1888年にギリシャ神話を基に手がけた交響詩『プシシェ』を発表すると、フランクの家庭と取り巻きの弟子たちの間の衝突は新たな局面に突入した。本人のあずかり知らぬ場所でも繰り広げられたいさかいの内容は音楽だけに留まらず、題材の哲学的、宗教的側面にまで及んだ。この作品があまりに官能的であると考えたフランクの妻と息子は彼により広範な、もっと大衆への訴求力を持つ、そして「全体としてより商業的な」音楽に専念するよう希望した。一方のダンディはこの楽曲の神話的重要性に触れ、こう述べている。「多神教徒の精神は何も持ち合わせていないが（中略）それどころか、キリスト教徒の恩寵と感受性を吹き込まれている（略）」このダンディの解釈は後になって「日曜教室の新任教師が悪童に雅歌を教えるように突然指示された場合に感じるような、ある種の当惑であった。」と解説されている。
フランク唯一の交響曲となる『交響曲 ニ短調』が出版されると、議論はますます勢いを増した。曲の評判は芳しくなかった。音楽院のオーケストラは非協力的で、聴衆は冷淡、批評家は態度を決められず、仲間の作曲家の多くは「全体の形式をはじめ細部においても形式主義者の規則や厳格な玄人及び素人の慣習を破壊した。」として取り乱した。フランク自身は弟子のルイ・ド・スーレ（-Serres）にこの曲には基となる私的な着想があったのかと問われ「いや、ただの音楽だ。純粋な音楽以外には何もない。」と答えている。ヴァラによれば交響曲で用いられた様式と技法は良いものもそうでないものも皆、フランクの思考と芸術家人生の中心を占めたオルガンに帰することが出来るという。また、彼はフランクがこの経験から学んだとも指摘している。「彼は弟子たちに向かって、その時以降同じような作品は2度と書くまいと述べた。」

### 晩年 （1888年-1890年）

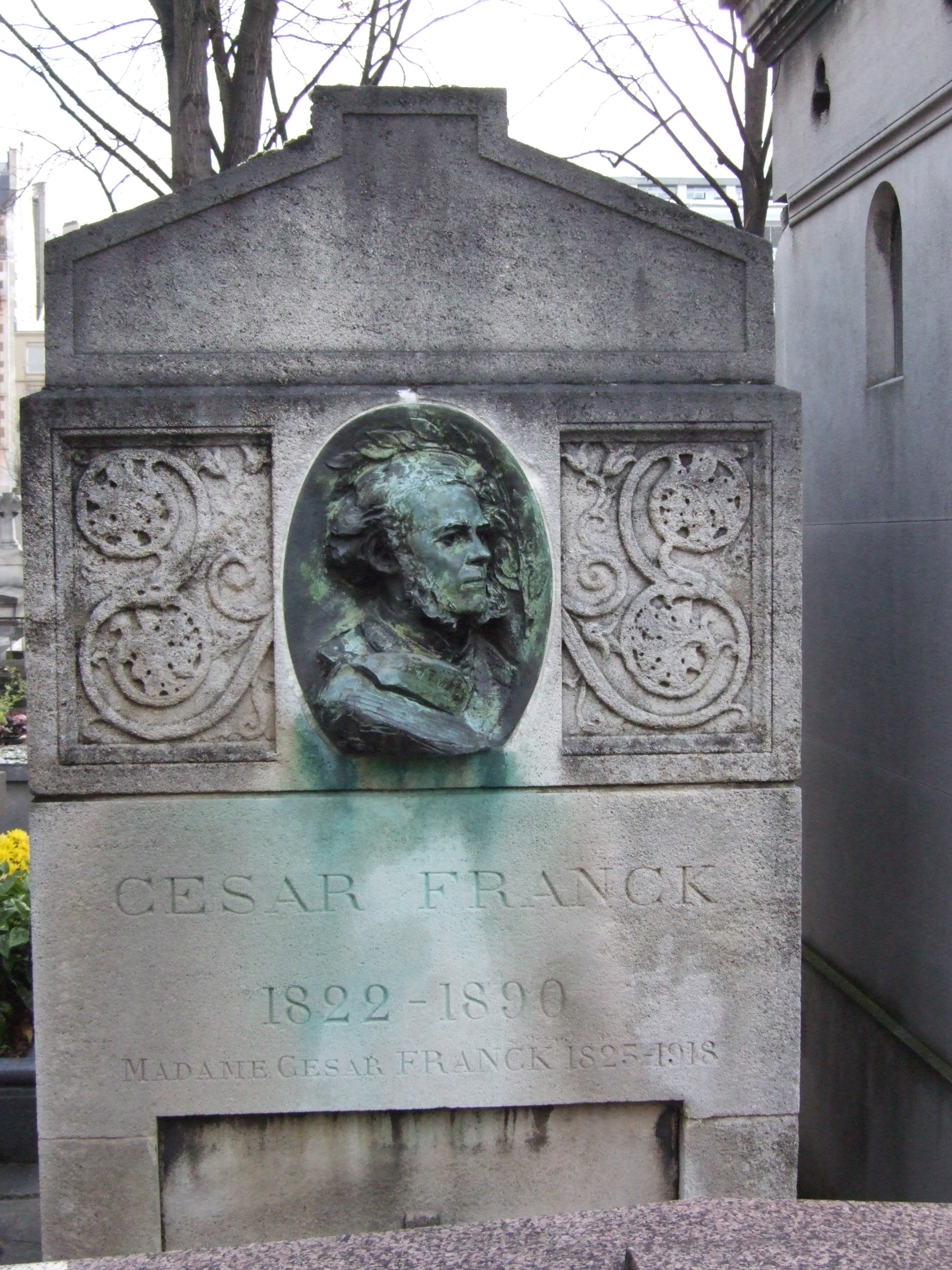
オーギュスト・ロダンによる胸像が設置されたフランクの墓

1888年、フランクは次なるオペラ『ジゼル』に取り掛かった。しかし、この作品は作曲というに至らぬ草稿の段階までで終わり、完成されることはなかった。対照的に大規模な『弦楽四重奏曲』は完成され、1890年4月の初演は聴衆と評論家から好評をもって迎えられた。これ以外にも同じ時期には、フランクはパリ及び近隣都市でコンサートピアニストとして活動し、2年前には『プシシェ』の再演が熱狂的に終わっており、さらに弟子たちによる数多くの演奏によってフランクは成功を手にしていた。加えて、彼はサント・クロチルド聖堂で定例の大きな日曜集会には即興演奏を披露し続けていた。彼はオルガンのための大きな作品、またチェロソナタの構想も温めていた可能性がある。
1890年7月、フランクが乗車していた辻馬車が馬引きの列車と衝突事故を起こす。頭に損傷を受けた彼は一時意識を喪失した。ただちに後遺症が見られなかったため彼はそのまま移動を再開し、本人も事故を重要視しなかった。しかしながら次第に歩行が苦痛になり始め、気が付くと彼は演奏会やリハーサルを休む事を余儀なくされ、続いて音楽院での講義も断念せざるを得なくなった。できるだけ急いで休暇を取ってヌムールに赴いた彼は、同地で約束していたオルガン作品やハーモニウムのための委嘱作品を書けることを願った。休暇中に彼は両プロジェクトに着手することができた。
ハーモニウムの作品集よりも早く、オルガン作品が1890年の8月と9月に書き上げられた。この作品はオルガン音楽史における珠玉の逸品である『3つのコラール』であり、今日でも頻繁に演奏されている。ヴァラはこの作品について次のように述べている。「その美しさと重要さは、この曲集を音楽による遺書もしくは遺言と考えてまったく差し支えないほどである。」ヴァラよりも後の時代の伝記作家も同様の表現を用いている。「全体を通してフランクの意識が大きな別れの言葉となっているのは明らかである（中略）『コラール』を作曲したフランクが、自らの身体が完全に回復する希望を持ち続けていたと考えるのは難しい、いや、ほとんど不可能に近い。」

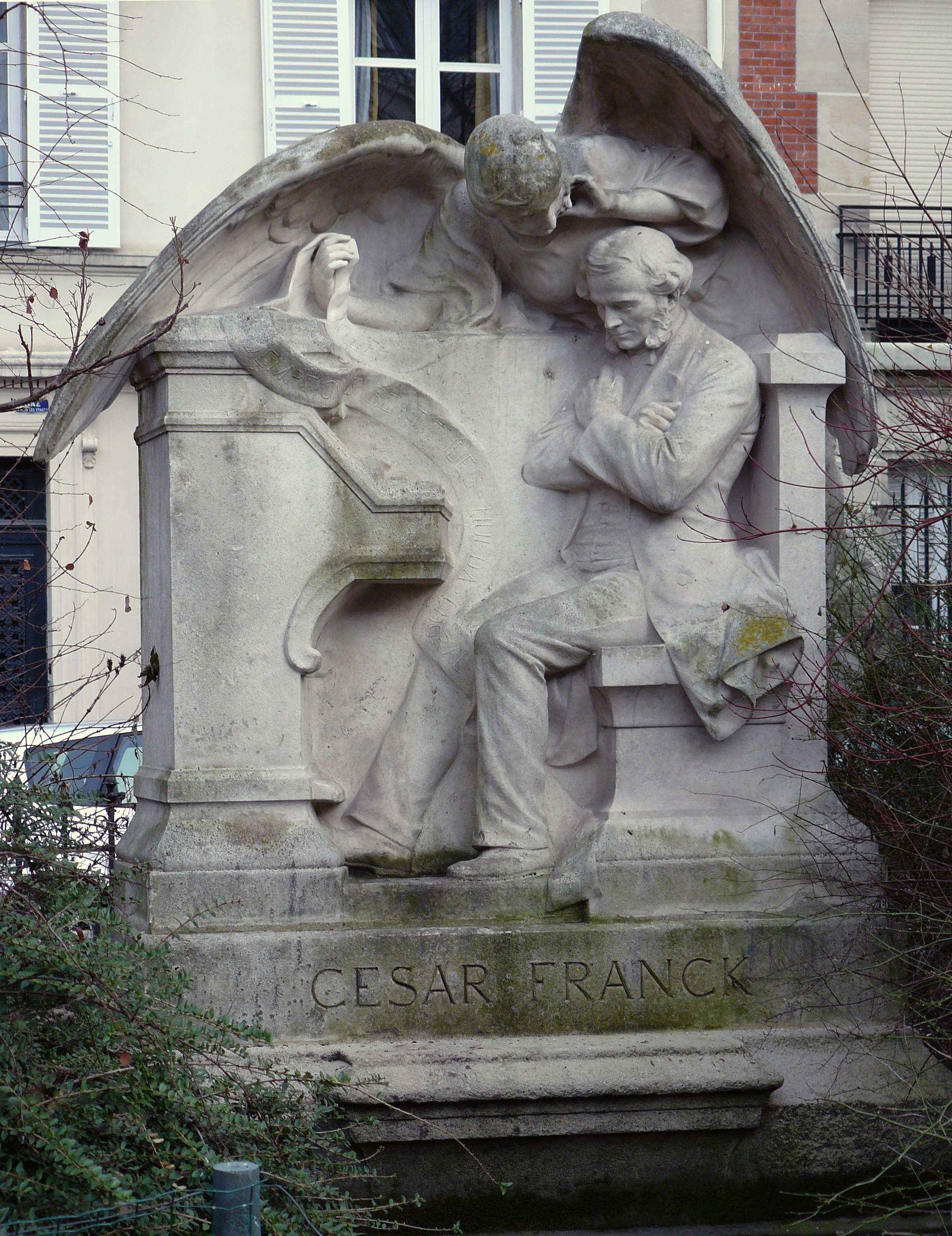
A.F.ルノワールによるフランク像

10月から音楽院の新学期に入ったフランクであったが、月の半ばに風邪を引いてしまう。この風邪をこじらせたことによって胸膜炎にかかった彼は、みるみるうちに病状を悪化させて11月8日に帰らぬ人となった。1970年にある病理学者が示した所見では、従来フランクの死は交通事故が原因とされるか何かしらの関連があるものとされていたが、呼吸器感染自体が死の病となることもあり得たという。抗生物質がまだ知られぬ当時においては、この病状は「70代男性の肺炎の状態として珍しいものとは言えない。」しかしこの判断にはその後疑問を呈する者が現れた。「最もよく知っているだろうと思われる2人の人物、すなわちフランク本人と彼の妻が述べた《直接の原因》には疑いがない。同様に直近の1890年の7月から11月まで家政婦として彼の身の回りの世話をしていた外部の人間の言葉も確からしい（中略）フランクの数十年にわたる《蝋燭を両側から燃やすような》過酷な労働そのものによって、彼が軽度の怪我から回復するのに必要な体力さえもが損なわれていた可能性も十分にある。」
フランクの葬送ミサはサント・クロチルド聖堂で執り行われ、音楽院の公式代表だったレオ・ドリーブをはじめ、サン＝サーンス、ウジェーヌ・ジグー、ガブリエル・フォーレ、アレクサンドル・ギルマン、シャルル＝マリー・ヴィドール（フランクの後任として音楽院のオルガン科教授となった）、エドゥアール・ラロなどの多数の参列者があった。エマニュエル・シャブリエがモントルージュ（Montrouge）にあった元の墓地の側でスピーチを行った。フランクの亡骸はその後パリのモンパルナス墓地に移され、友人で建築家のガストン・ルドンが設計した墓に納められた。オーギュスタ・オルメス率いるフランクの弟子たちはオーギュスト・ロダンに銅板への浮き彫りを委嘱し、完成した3/4サイズのフランクの胸像は1893年に墓の脇に掲げられた。1904年、彫刻家のアルフレド＝シャルル・ルノワールが製作した記念碑「オルガンに向かうセザール・フランク」が、サント・クロチルド聖堂から通りを挟んで向かい側のサミュエル＝ルソー広場に設置された。フランクは現在もモンパルナス墓地に眠っている。

## 作風
フランクはベートーヴェン以降のドイツロマン派音楽、特に同時代のリストやワーグナーから強い影響を受けた。その結果彼の音楽の特徴として、半音階的和声進行が目立つこと、形式的には循環形式を多用することが挙げられる。前半の楽章で登場した主題の一部や全体が後半の楽章で再現されることで曲全体の統一が図られる。また、フランクは更に進んで独自の様式を創り上げており、各楽章で主要な役割を演じる主題が単一のモチーフから生成される場合もある。1888年の『交響曲 ニ短調』ではこの手法が顕著に示されている。また、彼の作品では巧みな転調が頻繁に行われる。
フランクはJ.S.バッハを研究し対位法を巧みに用いている。作曲に際して比較的簡明な音価を用いる為、単一の旋律で提示される場合はいささか空疎であるが、循環形式内で複数の旋律で提示された場合は非常に高潔な印象を与えるのが特徴である。多くのフランクの門下生もこの手法にほぼ倣っているが、フランクの高みに触れたものはいない。
フランクは12度を掴むことが出来る大きな手を持っていた。これによってフランクのフーガ作品における声部連結は通常にない自由度を有しており、彼の鍵盤楽器作品では和音の幅の広さが特徴の一つとなっている。『ヴァイオリンソナタ』の書法について、次のような指摘がある。「音楽家の手が皆自分のように大きくないということを幸せにも忘れがちなフランクは、ピアノパート（特に第4楽章）に長10度の和音を散りばめている。（中略）以来、ピアニストはこれを演奏するために手を大きく開くことを強いられてきたのである。」
フランク作品を読み解く鍵は彼の性格に求められるのかもしれない。彼の友人たちは彼について「これ以上ないほど謙遜し、気取りなく、尊敬の情に溢れ、勤勉であった。」と評した。弟子の1人で後にノートル＝ダム聖堂の正オルガニストに就いたルイ・ヴィエルヌは、フランクに関する記憶を書き留めている。「（彼は）芸術の気品に対する、役割の高貴さに対する、そして音に対して語る際の熱い真摯さに対する絶え間ない配慮（を見せた）。（中略）歓喜と陰鬱、荘厳と神秘、力強さと天衣無縫さ。サント・クロチルド聖堂でのフランクはこれら全てを兼ね備えていた。」このフランク自身への賛美は彼の作品すべてに敷衍できるだろう。

## 代表的作品
管弦楽作品

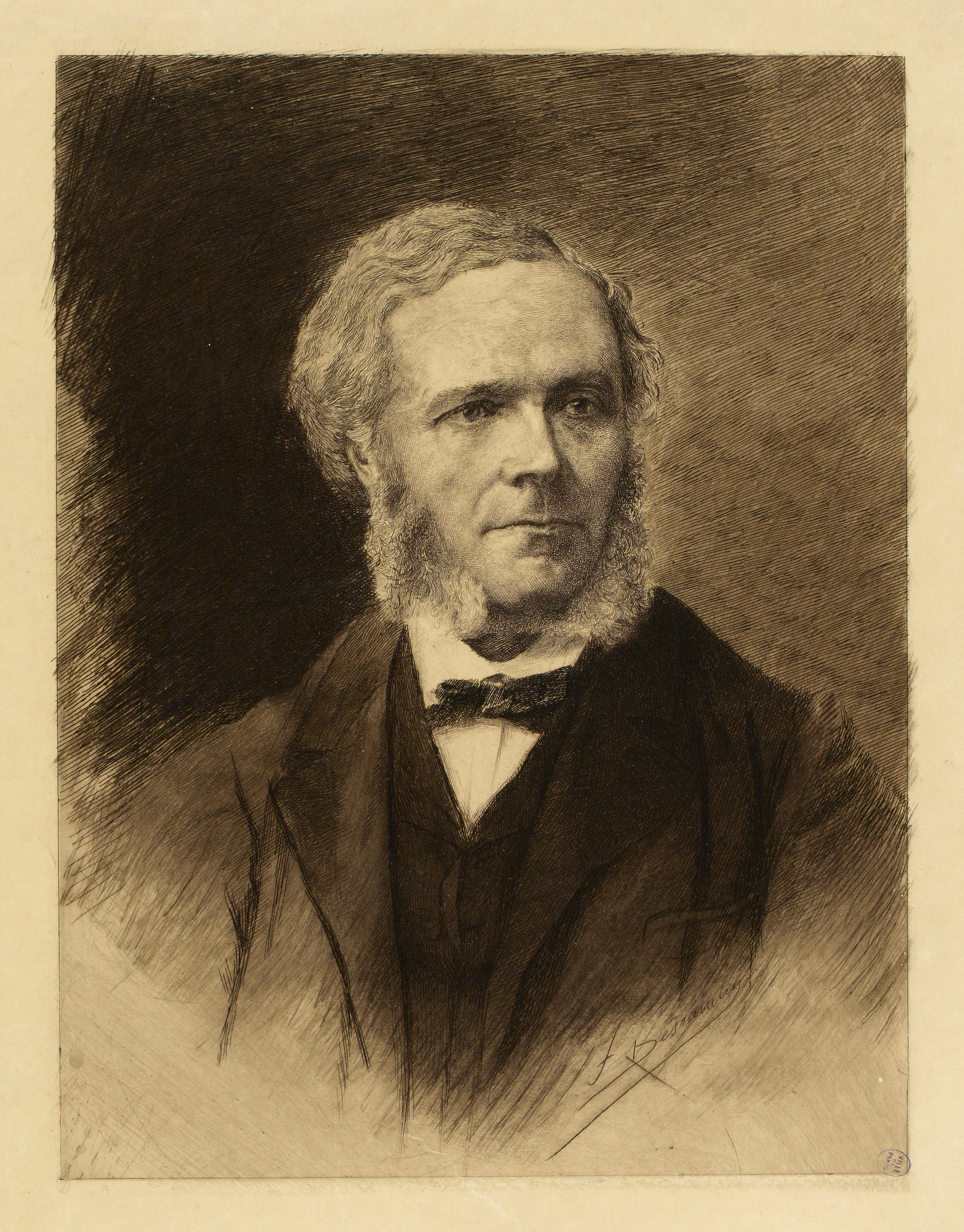
フェルナンド・デスモーリンによるスケッチ

- 交響的間奏曲「贖罪(改訂版)」（1874年）
- 交響詩「アイオリスの人々」（1876年）
- 交響詩「呪われた狩人」（1883年）
- 交響曲 ニ短調（1888年）
- 交響詩「プシシェ」（1888年）

ピアノと管弦楽のための作品
- ピアノ協奏曲第2番ロ短調作品11
- 交響詩「鬼神（ジン）」（1884年）
- 交響的変奏曲（1885年）

ピアノ曲
- 前奏曲、フーガと変奏曲（1873年）
- 前奏曲、コラールとフーガ（1884年）
- 前奏曲、アリアと終曲（1887年）

室内楽曲
- ピアノ五重奏曲 ヘ短調（1879年）
- ヴァイオリンソナタ イ長調（1886年）
- 弦楽四重奏曲 ニ長調（1890年）

オルガン曲
- 「アンダンティーノ ト短調」（1858年）
- 44の小品（1858年 - 1863年）
- 6つの作品（幻想曲ハ長調、交響的大曲、前奏曲、フーガと変奏曲、パストラール、祈り、終曲）（1862年）
- 3つの作品（幻想曲イ長調、カンタービレ、英雄的作品）（1878年）
- 3つのコラール（1890年）

オラトリオ
- 『ルツ』（1845年）
- 『贖罪』（1872年）
- 『至福』（1869年 - 1879年）
- 『レベッカ』（1880年 - 1881年）

歌曲
- ばらの結婚（1871年）
- 天使の糧（天使のパン）（1872年） - 「3声のミサ曲 イ長調」（1860年）に後から追加された楽章
- 夜想曲（1884年）
- 聖行列（1888年）

## その他
小惑星(4546) Franckはフランクの名前にちなんで命名された。